# Carlos Almaça
Carlos Almaça (Lisboa, 29 de Dezembro de 1934 - 3 de Agosto de 2010) foi um biólogo e professor da Faculdade de Ciências da Universidade de Lisboa. Foi também director durante mais de 20 anos do museu Bocage, no Museu Nacional de História Natural, Universidade de Lisboa.
Obra nas publicações do Museu Bocage (MNHN)
https://sites.google.com/site/carlosalmacamb/